# Уномерь
Уномерь — деревня в Батецком муниципальном районе Новгородской области, относится к Передольскому сельскому поселению.

## География
Деревня расположена на реке Уномерка, в 3 километрах восточнее дороги из посёлка Батецкий в Шимск.

## История
Упоминается в писцовых книгах Шелонской пятины 1498 года — «въ Вунемере», в XVI веке, — деревня Унемерь Косицкого погоста. В писцовых книгах в Косицком погосте упоминается также Нумерье, которое также отождествляют с современной деревней Уномерь. В Новгородской губернии деревня была приписана к Медведевской волости Новгородского уезда. Происхождение названия вероятно от древнеславянского личного Унѣмѣръ (Унѣмиръ).

## Люди, связанные с деревней
- Батракова, Мария Степановна (1922—1997) — Герой Советского Союза (1944)[4]